# 黃花毛地黃
黃花毛地黃（学名：Digitalis lutea）为車前科毛地黃屬下的一个种。